# Abbaye territoriale de Wettingen-Mehrerau
L'abbaye territoriale de Wettingen-Mehrerau (Territorialis Abbatia Maris Stellae) se trouve sur les rives du lac de Constance à l'ouest de Bregenz en Autriche. 

## Historique
C'est le comte de Bregenz Ulrich X qui a fondé l'abbaye de Mehrerau. À l'origine, un petit monastère avait été ouvert à Andelsbuch, dans le Bregenzerwald à la place de l'ermitage de Dietrich -ou Diedo. En 1083, des moines bénédictins venus de Petershausen, près de Constance, s'y établirent; mais à cause de sa situation inhospitalière, le site fut abandonné dès 1092, et le monastère fut transféré à Mehrerau, sur les bords du lac de Constance et institué dans le cadre de la réforme grégorienne. Le 27 octobre 1097, la première pierre de la nouvelle église des Saints-Pierre-et-Paul fut posée en présence de l'évêque de Constance, Gebhard III. Le comte Ulrich X mourut cette même année et fut inhumé dans son abbaye. 
L'abbaye de Wettingen a été érigée en 14 octobre 1227.
L'abbaye prit sa propre dénomination de Wettingen-Mehrerau le 12 août 1854.